# Jakalteks
Els jakalteks són un poble maia de Guatemala. Han viscut en les faldilles de les muntanyes dels Cuchumatanes al departament de Huehuetenango al nord-oest de Guatemala des de l'època precolombina, al voltant del municipi de Jacaltenango. Situat sobre un altiplà amb vista a Mèxic, Jacaltenango té una altitud dr 1.437 metres sobre el nivell del mar i els seus pobles dels voltants es troben tant en altituds superiors i inferiors. El poble de Jacaltenango és un centre governamental, religiós, i el mercat de la regió. En jakaltek la localitat de Jacaltenango es diu Xajlaj, o "lloc de les lloses de pedra blanca gran".

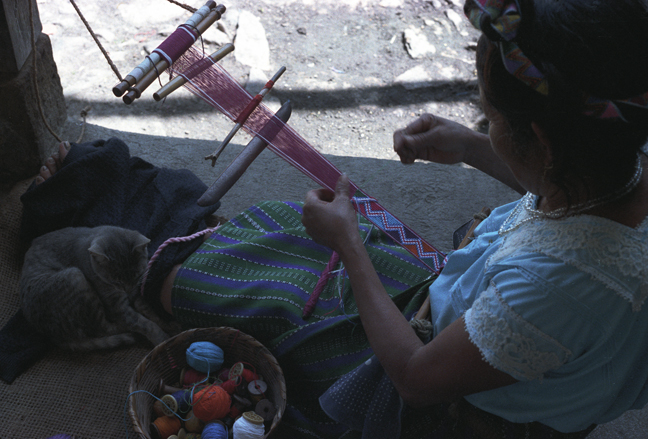
Jakaltek fent un brocat en un teler.

## Territori i ubicació
Durant molts anys, aquesta àrea va ser física i culturalment més distants dels centres espanyols al país. El viatge de 72 km de Huehuetenango, la capital del departament, va ser una caminada de dos dies. Des de 1974, quan un camí de terra es va construir a partir de la Carretera Panamericana a Jacaltenango, ha estat un viatge amb autobús de cinc hores des de Huehuetenango a Jacaltenango. L'electricitat va arribar a la ciutat el 1979.

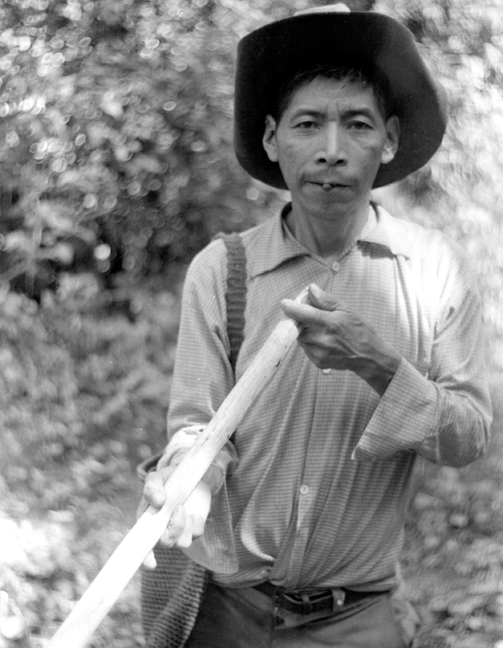
Un jakaltek amb la seva sargantana.

## Tradicions
Aquest relatiu aïllament ha donat lloc a la preservació de molts costums de la comunitat que s'han perdut en altres llocs. Per exemple, els jakalteks encara utilitzen la sargantana per caçar petits ocells.

## Creences
Els jakalteks també mantenen un sistema de creences que implica naguals i Tonalá.